# Татяна Станева
Татяна Станева е бесарабска българка, украинска културна деятелка, журналистка, организаторка на масови мероприятия, режисьорка и продуцентка на филмите „Място на силата“ и „Чамур“.

## Биография
Родена е на 11 август 1984 г в българското село Криничное (Чушмелий), Болградски район. В родното си село завършва средно училище. Следва висше образование в Киев: през 2002 – 2008 г. изучава теология в Киевския християнски университет, а през 2006 – 2013 г. завършва с отличие курса „Фолклористика. Филология на украинския език и литература“. В 2022 година завършва магистратура в Измаилския държавен хуманитарен университет по специалността „Английски език и литература“. През 2018 г. започва активна обществена дейност. През 2022 г., след началото на руското нападение над Украйна, Татяна Станева става лице на БТВ като кореспондентка на предаването „Тази сутрин“.

## Културна дейност

### Център на развитието на Бесарабия
През 2018 – 2020 година ръководи културните проекти на обществената организация „Център за развитие на Бесарабия“ (ЦРБ). Главните реализирани от нея проекти в ЦРБ са VI международен рок-фестивал „Дунайска сич“ (Измаил, юни 2019) и Международния фолклорен фестивал на народното творчество „Бесарабия Folk“ (село Чийший, Болградски р-н, май 2019). Победителите на фестивала влизат в състава на украинската делегация, която взема участие в Националния фолклорен събор „Рожен“ 2019.
Другите направления на работата в Центъра са организиране на културен обмен на самодейните ансамбли от Бесарабия, както в Украйна, така и зад границата: участие на вокалния колектив „Чушма-Варуита“ в Международния фолклорен фестивал във Виена през февруари 2019, споменатото участие на колективите от Украйна в Роженския събор, разработването на концепцията и координация на работата по създаване на съвременен историко-етнографски музей в село Чушмелия.

### Видео студио „PowerFilm Production“
Като продуцент в студиото Станева е отговорна за създаването на видеоклипове за дейността на ЦРБ и осигурява работата по творчески филмови проекти. През 2018 година студиото пуска пълнометражния документален филм „Мястото на силата“, през 2020 – документалния филм „Чамур“.

### Кинофестивал „ОКО“
От 2020 година е основателка и продуцентка на ежегодния Международен фестивал за етнографски филми „OKO“, който първата година е проведен онлайн. Второто издание е в столицата на бесарабските българи – гр. Болград. Третото излъчване на фестивала (през 2022 година) по причина на войната е проведено в Полша, в гр. Торун, в рамките на фестивала „Камераимедж“ с подкрепа на българската програма „Помощ за развитие“, в рамките на която със специални прожекции на украинско кино кинофестивалът посещава България два пъти – през май месец 2022 и през ноември 2022 година. Четвъртото издание е проведено в България, в София, през октомври 2023 година.
През 2024 година 5-ото юбилейно издание на фестивала е проведен в Украйна – през септември в Болград и през ноември в София с подкрепа на Националния филмов център и Столичната община.

## Филми

### „Мястото на силата“
„Мястото на силата“ е пълнометражен документален филм, посветен на 200-годишната история на българските преселници в Бесарабия, които основават селото Криничное. Идеята за филма принадлежи на Татяна Станева, тя е и сценарист, режисьор и продуцент на филма.
Премиерата на филма е през декември 2018 г в Киев в Дома на киното, а на 29 март 2019 в София в кино Люмиер (Малко НДК). Филмът участва в международните фестивали „Sofia Biting Docs 2019“, „Ji.hlava film festival“ в Чехия.

#### „Чамур“
„Чамур“ е кратък документален филм за традиционното съвместно изработване на тухли. През 2020 година филмът печели номинацията за най-добър етнографски филм на международния кинофестивал „Oniros Film Awards“.

#### „Хитър Петър пътува из Бесарабия“
През 2020 година Татяна Станева започва работата над нов проект – игралния филм „Хитър Петър пътува из Бессарабия“.

#### Великденска реконструкция
През 2021 година режисира и продуцира документалния филм „Великденска реконструкция“, в който се разказва за публичната възстановка на последните дни от земния живот на Исус Христос, която вече няколко години наред се провежда в Одеса през Великденските празници.

#### Изчезващи села
В края на 2020 година печели финансиране от Одеската регионална дирекция на Обществената телевизия на Украйна за изготвяне на 12-серийно предаване за български, гагаузски, руски и молдовски села в Южна Бесарабия, които в условията на урбанизация са пред заплахата да изчезнат от картата на Украйна. Татяна Станева е авторка, режисьорка и водеща на проекта.